# Brandon (Manitoba)
Brandon ist eine Stadt im Südwesten von Manitoba, Kanada. Sie liegt direkt am Ufer des kurvenreichen Assiniboine River in Manitoba. Brandon, die zweitgrößte Stadt Manitobas, wurde durch General Thomas Rosser gegründet, der sie 1881 als Knotenpunkt der Canadian Pacific Railway sah. Auch heute noch ist die Landwirtschaft und die Verarbeitung ihrer Erzeugnisse in dieser fruchtbaren Region vorherrschend, weshalb Brandon den Beinamen „Weizenstadt“ erhielt. In Brandon sind die Brandon Wheat Kings zuhause, die in der Western Hockey League spielen.
Unter deutschen Bundeswehrsoldaten ist die Stadt bekannt, da sich etwa 30 km entfernt der kanadische Militärstützpunkt Canadian Forces Base Shilo (CFB Shilo) befindet. Hier trainierten bis 2001 deutsche Soldaten im sogenannten GATES (German Army Training Establishment Shilo).

## Lage
Brandon befindet sich etwa 200 km westlich von Winnipeg, der Hauptstadt von Manitoba, in der auch als Aspen Parkland bezeichneten Ökoregion. Die Stadt zählt 48.859 Einwohner (Stand: 2016) und liegt unweit des Trans-Canada Highways.

## Politik
Der im Jahr 2014 gewählte Bürgermeister heißt Rick Chrest. Der Stadtrat setzt sich aus den folgenden zehn Mitgliedern zusammen:
- Doug Paterson – Ward # 1 Assiniboine
- Vince Barletta – Ward # 2 Rosser
- Murray Blight – Ward #3 Victoria
- Jeff Harwood – Ward # 4 University
- James McCrae – Ward # 5 Meadows
- Garth Rice – Ward # 6 South Centre
- Ken Fitzpatrick – Ward # 7 Linden Lanes
- Margo Campbell – Ward # 8 Richmond
- Errol Black – Ward # 9 Riverview
- Don Jessiman – Ward # 10 Green Acres

Zu den ehemaligen Bürgermeistern gehören:
- 1979–1989: Ken Burgess
- 1989–1997: Rick Borotsik
- 1997–2002: Reg Atkinson
- 2002–2010: Dave Burgess
- 2010–2014: Shari Decter Hirst

## Bildung
Die öffentlichen Schulen sind dem Direktionsbezirk 40 unterstellt. Brandon verfügt über drei weiterführende Schulen:
- Vincent Massey High School
- Crocus Plains Regional Secondary School
- École Neelin High School.

Des Weiteren befinden sich die Brandon University sowie zwei Colleges, das Assiniboine Community College und das Robertson College, im Stadtgebiet.

## Freizeit und Erholungsgebiete
- Westman Communications Group Place/Keystone Centre (Eishockey, Curling, Hallenfußball)
- Sportsplex (Hallenbad, Eishockey, Racquetball, 400-m-Laufbahn)
- Andrews Field (Baseball)
- Kinsmen Stadium (Baseball, Football)
- Turtle Crossing (ehemals Curran Park) (Softball)
- Simplot Millennium Park (Baseball)
- Optimist Soccer Park
- Canada Games Soccer Park
- Crocus Plains Field Hockey Pitch
- Wheat City Curling Club

## Persönlichkeiten
- Wilfred Gordon Bigelow (1913–2005), Herzchirurg
- Turk Broda (1914–1972), Eishockeytorwart
- Samuel Bronfman (1891–1971), Unternehmer
- David Calder (* 1978), Ruderer und Olympionike
- Matt Calvert (* 1989), Eishockeyspieler
- Angela Chalmers (* 1963), Mittel-, Langstreckenläuferin
- Ron Chipperfield (* 1954), Eishockeyspieler und -trainer
- Andrew Clark (* 1988), Eishockeyspieler
- Brendan Cook (* 1983), Eishockeyspieler
- Joel Edmundson (* 1993), Eishockeyspieler
- James Ehnes (* 1976), kanadischer Geiger
- James Freer (1855–1933), kanadischer Filmemacher-Pionier
- Lindsay Gauld (* 1948), Radrennfahrer
- Glen Hanlon (* 1957), Eishockeytorwart
- Ron Hextall (* 1964), Eishockeytorwart und -funktionär
- Sheldon Kennedy (* 1969), Eishockeyspieler
- Keegan Kolesar (* 1997), Eishockeyspieler
- Gord Lane (* 1953), Eishockeyspieler
- Grant MacEwan (1902–2000), Politiker
- Mark MacKay (* 1964), Eishockeyspieler
- Jordan Martinook (* 1992), Eishockeyspieler
- Brad Maxwell (1957–2023), Eishockeyspieler
- Kelsey Mitchell (* 1993), Bahnradsportlerin
- Bryce Salvador (* 1976), Eishockeyspieler
- Damon Severson (* 1994), Eishockeyspieler
- Brett Skinner (* 1983), Eishockeyspieler
- Brock Trotter (* 1987), Eishockeyspieler
- Ryan White (* 1988), Eishockeyspieler
- Zach Whitecloud (* 1996), Eishockeyspieler
- Ken Wregget (* 1964), Eishockeytorwart